# Cuando sale un lucero
Cuando sale un lucero es el decimoséptimo Álbum de estudio de la actriz y cantante mexicana Lucero, y su sexto álbum con mariachi. Fue lanzado al mercado en octubre de 2004 trabajando por primera vez con la discográfica EMI Music.  En esta ocasión la artista trabaja con un equipo de producción diferente con los que venía trabajando en sus materiales de género ranchero, produciendo el disco Homero Patrón.
A inicios del año del 2005; la compañía disquera lanza una Edición especial del álbum incluyendo vídeos y otra portada con el objetivo de incrementar las ventas del mismo.[cita requerida]
Certificado como disco de oro en México por más de 50.000 copias vendidas.

## Antecedentes
Después de formar parte de los artistas de la discográfica Sony y recibir su carta de retiro, y sin algún proyecto televisivo o telenovela en puerta, Lucero planeo conseguir uno de sus sueños trabajando en teatro; para esto se involucra en el proyecto de Rafael Perrín.[cita requerida]  En enero de 2003 comienza los ensayos involucrándose con el reparto y el equipo de producción de la obra. El 22 de marzo de 2003, se estrena la obra con bastante aceptación del público y los medios.
Al mismo tiempo, en el mes de julio del 2003 Lucero anuncia que regresa a los estudios cinematográficos para unirse a la producción Zapata, el sueño del héroe del director Alfonso Araú; en la cual estará junto a Alejandro Fernández en esta cinta que se rodaría en Cuernavaca, Morelos y que trataría sobre la vida del caudillo de la revolución mexicana.
Después del desafortunado incidente sucedido durante el mes de agosto en la conmemoración de las 100 representaciones de la obra y el enfrentamiento y acoso por parte de la prensa; la cantante desaparece por un tiempo de los medios del espectáculo para disfrutar de su familia y tomar un tiempo para ella.[cita requerida]
Para inicios del 2004; la cantante comienza a buscar la manera con continuar su carrera musical; para esto comienza platicas con la compañía EMI Music para la producción y distribución de sus tres siguientes álbumes, para su primer álbum deciden que será de corte ranchero; además, en los medios del espectáculo se comienza a rumorar que Lucero saldría de la empresa Televisa y firmaría con la empresa "Telemundo" con la cual realizaría una telenovela y un TalkShow; pero esto último no se volvió realidad.
El 30 de abril de 2004, se estrena la película Zapata, el sueño del héroe en las salas de cine de la República Mexicana con 430 copias.

## Promoción
A inicios del mes de junio del 2004; se comienza a escuchar en los programas de radio de México y Estados Unidos el tema Vete por donde llegaste comenzando a recibir la aceptación de su público.  De manera sorpresiva, su esposo , Manuel Mijares, el 22 de julio anuncia a la prensa que Lucero está embarazada por segunda ocasión.
Para iniciar la promoción del álbum, antes de su lanzamiento, Lucero interpreta el primer sencillo del álbum durante un programa televisivo de la empresa Televisa para festejar el Día de la Independencia de México.  Presentando el álbum formalmente el 20 de octubre de 2004.
El disco se compone de canciones nuevas y canciones clásicas de la música vernácula mexicana como Amanecí en tus brazos de José Alfredo Jiménez, Cielo rojo de Juan Zaizar y Cuando sale la luna entre otros; los siguientes sencillo que promociona son Entre la espada y la pared y El cable (Ven papi) este último en un formato más tropical.

## Lista de canciones
| Cuando sale un lucero |                                          |                                   |          |  |
| N.º                   | Título                                   | Escritor(es)                      | Duración |  |
| 1.                    | «Vete por donde llegaste (Jugo de piña)» | Domingo Rullo                     | 3:39     |  |
| 2.                    | «Amanecí en tus brazos»                  | José Alfredo Jiménez              | 2:51     |  |
| 3.                    | «Pepe»                                   | Daniel Lemaitre                   | 3:34     |  |
| 4.                    | «Entre la espada y la pared»             | Ricardo Arjona                    | 3:18     |  |
| 5.                    | «No llores»                              | Alberto Domínguez                 | 2:59     |  |
| 6.                    | «Cielo rojo»                             | Juan Zaizar                       | 3:47     |  |
| 7.                    | «El cable»                               | Mario Carniello, Karen Juantorena | 3:25     |  |
| 8.                    | «Sé»                                     | Darío Miranda                     | 4:39     |  |
| 9.                    | «Libro abierto»                          | Fidel Valadez                     | 2:39     |  |
| 10.                   | «Cuando sale la luna»                    | J. A. Jiménez                     | 3:17     |  |
| 34:11                 |                                          |                                   |          |  |

| Cuando sale un lucero (Edición Especial DVD) |                                                            |          |  |
| N.º                                          | Título                                                     | Duración |  |
| 1.                                           | «EPK estudio de grabación»                                 |          |  |
| 2.                                           | «EPK estudio fotográfico»                                  |          |  |
| 3.                                           | «Video sesión fotográfica»                                 |          |  |
| 4.                                           | «Video Entre la Espada y la Pared»                         |          |  |
| 5.                                           | «Entre la Espada y la Pared (Ver. Edit)»                   |          |  |
| 6.                                           | «Entre la Espada y la Pared (Remix)»                       |          |  |
| 7.                                           | «El Cable – Ven Papi (Saxo Mix)»                           |          |  |
| 8.                                           | «El Cable – Ven Papi (Latin Mix)»                          |          |  |
| 9.                                           | «Vete por Donde Llegaste (Jugo de Piña Cumbia Mix)»        |          |  |
| 10.                                          | «Vete por Donde Llegaste (Jugo de Piña Dapuntobeat Remix)» |          |  |
| 11.                                          | «Pepe (Cumbia Mix)»                                        |          |  |
| 12.                                          | «No Llores (Dapuntobeat Radio Remix)»                      |          |  |
| 13.                                          | «No Llores (Dapunobeat Remix)»                             |          |  |